# Mount Guéguen
Mount Guéguen (französisch Mont Guéguen) ist ein 365 m hoher, felsiger und spitzer Berg auf der Booth-Insel im Wilhelm-Archipel westlich der Antarktischen Halbinsel. Er ragt 400 m nordwestlich des Louise Peak auf.
Teilnehmer der Vierten Französischen Antarktisexpedition (1903–1905) kartierten ihn als Erste. Der Expeditionsleiter und Polarforscher Jean-Baptiste Charcot benannte ihn nach Jacques Guéguen (1875–1954), der bei dieser Expedition der Mannschaft auf der Français und ebenso derjenigen auf der Pourquoi-Pas ? bei Charcots anschließender Forschungsreise (1908–1910) angehört hatte. Das Advisory Committee on Antarctic Names übertrug 1952 die französische Benennung ins Englische.